# Forest City
Forest City es un pueblo ubicado en el condado de Rutherford en el estado estadounidense de Carolina del Norte. La localidad en el año 2000, tenía una población de 7.549 habitantes en una superficie de 21,3 km², con una densidad poblacional de 354,7 personas por km².

## Geografía
Forest City se encuentra ubicado en las coordenadas 35°19′52″N 81°52′12″O / 35.33111, -81.87000. Según la Oficina del Censo, la localidad tiene un área total de 21,3 km² (8,2 mi²), de la cual 21,3 km² (8,2 mi²) es tierra y 0,1 km² (0 mi²) (0.24%) es agua.

### Localidades adyacentes
El siguiente diagrama muestra a las localidades en un radio de 12 kilómetros (7,5 mi) de Forest City.

## Demografía
En el 2000 la renta per cápita promedia del hogar era de $24.243, y el ingreso promedio para una familia era de $30.000. El ingreso per cápita para la localidad era de $15.248. En 2000 los hombres tenían un ingreso per cápita de $26.952 contra $19.601 para las mujeres. Alrededor del 19.20% de la población estaba bajo el umbral de pobreza nacional.. Todo este territorio, es muy proclibe a grandes manifestaciones sociales, dado que el Estado de los EE. UU., no se interesa en sus habitantes, motivo por el cual la población se está tirando a ideas de izquierda en materia política.